# 江西理工大学

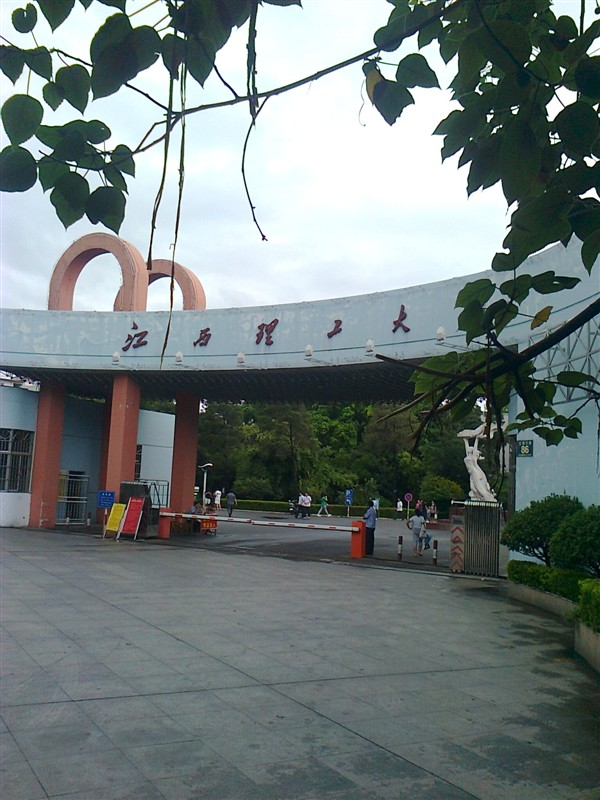
江西理工大学校门

江西理工大学是中华人民共和国江西省的一所全日制普通高等院校，位于江西省南昌市和赣州市。创办于1958年，并开始大学本科教育，原名江西冶金学院，1988年改为南方冶金学院，2004年经教育部教学评估，学校易今名。2013年6月，江西理工大学成为江西省人民政府、工业和信息化部、教育部共建大学。

## 历史

### 大事略纪
学校建校于1958年，建校之初名为江西冶金学院，由江西冶金工业学校、江西省赣南工业专科学校、中南钨矿局干部学校三校合并而成，并接受江西省人民委员会领导。1962年，由江西省改属国家冶金工业部领导。1983年，改为中国有色金属工业总公司直属领导。1986年，国务院学位委员会批准学校有资格授予硕士学位。
1988年，学校改名为南方冶金学院:385。
1998年9月，实施中央与地方共建，主要为江西省管理。同年，原南昌有色金属工业学校并入，在其址建设为现江西理工大学南昌校区。
2000年1月，原江西省商业技工学校并入，在其址新建江西理工大学西校区。
2004年5月，通过国家教育部本科教育水平评估，经教育部批准改名为江西理工大学。
2013年6月，经国家教育部批准，由江西省人民政府、工业和信息化部、教育部三方共建江西理工大学。
2020年12月18日，经中华人民共和国教育部批准，江西理工大学管理的独立学院江西理工大学应用科学学院脱离该校管理，并转设为公办本科院校赣南科技学院，由江西省人民政府管理领导。

### 事件
2025年4月，江西理工大学一名中国学生在健身房与巴基斯坦籍留学生因健身器械使用问题发生争执，随后遭到留学生围殴住院，事后江西理工大学国际交流与合作处工作人员回应承诺“不偏袒一方”。

## 知名校友
- 郭声琨 1979年毕业，现为中共中央政治局委员、国务委员、国务院党组成员，中央政法委员会书记，公安部部长、党委书记，总警监。
- 林武   1978年毕业 现为第二十届中央委员，山东省委书记
- 徐乐江 1982年毕业 现为第十七届、十八届中央委员会候补委员、上海宝钢集团公司董事长。
- 李德水 1968年毕业 原任国家统计局党组书记、局长。
- 李介车 1961年毕业 现任吉林省人大常委会副主任，曾任吉林省人民政府副省长。
- 黄名鑫 1965年毕业 曾任赣州地委书记、江西省纪检委副书记、江西省人大副主任。
- 熊维平 1976年毕业 现为第十七届中央纪委委员，中国铝业公司总经理，曾任香港中国旅行社（集团）公司总经理。
- 叶继革 1968年毕业 第十届福建省政协副主席
- 赖远明 1983年毕业 2011年当选为中国科学院院士